# Języki papuaskie

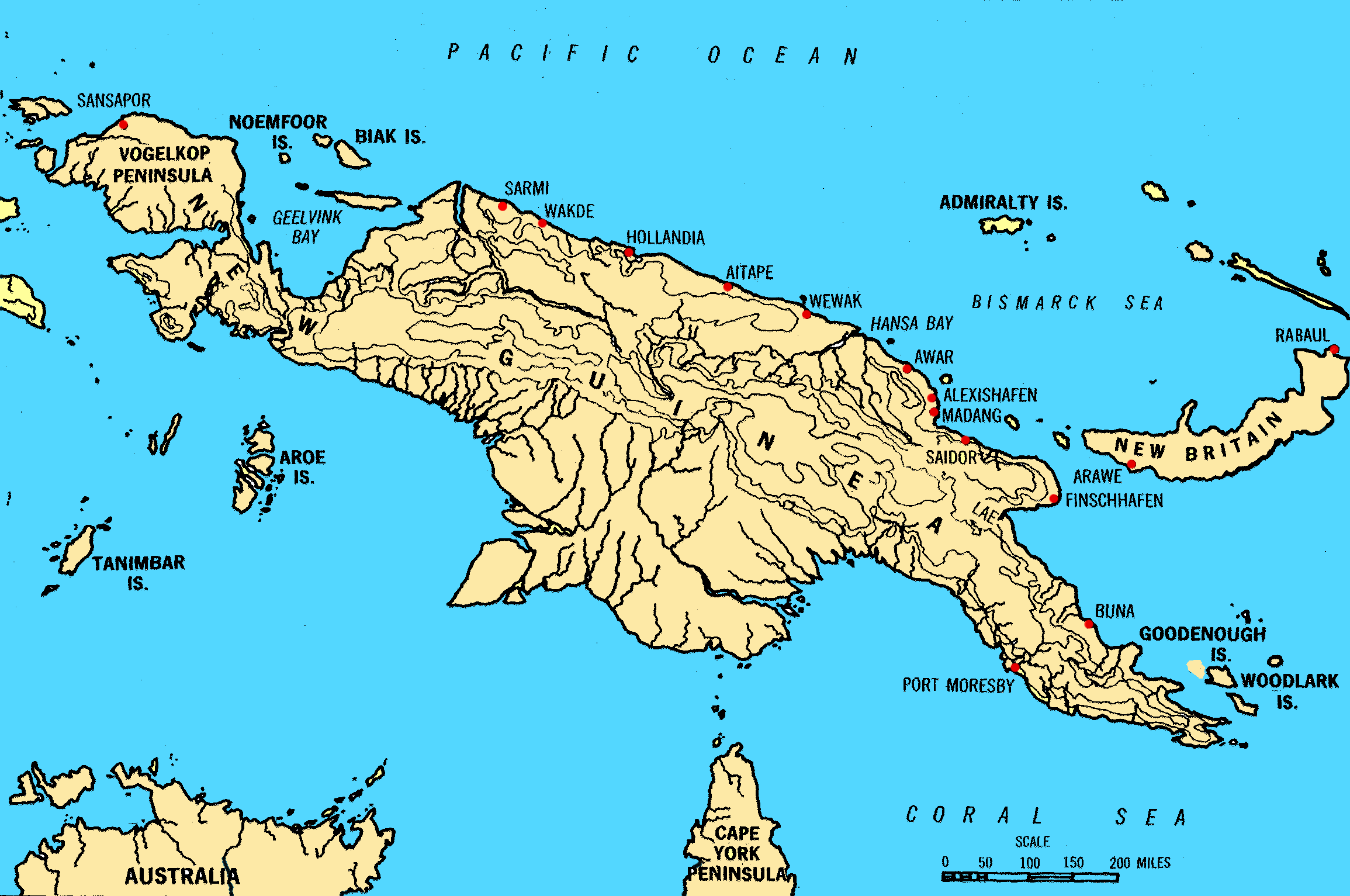
Nowa Gwinea

Zasięg geograficzny języków papuaskich

Języki papuaskie (nazwa prywatywna: języki nieaustronezyjskie) – gromada językowa, zbiorcze określenie języków rdzennej ludności zachodniego Pacyfiku, nienależących ani do języków austronezyjskich, ani też do australijskich. Nazwa ta powstała przez wyłączenie obu grup języków i nie implikuje pokrewieństwa (związku genetycznego), polegającego na posiadaniu przez te języki wspólnego przodka (prajęzyka); w związku z czym mówi się też o „językach nieaustronezyjskich”. Pojęcie języków papuaskich obejmuje 750–1000 języków używanych przez 4–8 mln ludzi. Ich zasięg geograficzny to przede wszystkim Nowa Gwinea, Moluki i Małe Wyspy Sundajskie oraz Wyspy Salomona. Brak sprecyzowanej różnicy między językiem a dialektem sprawia, że trudno uzgodnić liczbę wyróżnianych języków papuaskich.
Do lat 50. XX w. prawie wszystkie języki papuaskie pozostawały nieudokumentowane, a ich związki genetyczne (genealogiczne) były całkowicie niezbadane. Przed kontaktem europejskim nie wypracowały form pisanych (i wciąż są językami głównie mówionymi, o słabo rozwiniętym piśmiennictwie). Od II poł. XX w. wyodrębniono dziesiątki grup genetycznych, łączonych w duże rodziny językowe (zwane fylami), na podstawie danych z zakresu leksykostatystyki, typologii oraz językoznawstwa historyczno-porównawczego. Nie jest jasne, czy grupy te można sprowadzić do jednej rodziny językowej. William A. Foley (1986) wskazuje na istnienie co najmniej sześćdziesięciu rodzin języków papuaskich (w ujęciu konserwatywnym), trudnych do powiązania bez adekwatnej dokumentacji i wiedzy komparatystycznej. Ich jedność genetyczna, choć niewykluczona, pozostaje nieweryfikowalna przy użyciu metod językoznawstwa. Od lat 70. XX w. nie postuluje się ich pokrewieństwa. Do słabo zrozumianych należą też wzajemne powiązania języków Nowej Gwinei z nieaustronezyjskimi językami wschodniej Indonezji i Timoru Wschodniego. Największa szerzej przyjęta rodzina języków papuaskich to języki transnowogwinejskie.
Lingwistyczne ujęcie „języków papuaskich” nie jest ściśle związane z określeniem etnograficznym „Papuasi”, odnoszonym zwykle do autochtonicznej ludności Nowej Gwinei. Wiele ludów papuaskich posługuje się bowiem językami zaliczanymi do rodziny austronezyjskiej, z kolei wśród użytkowników języków papuaskich są również pewne grupy niepapuaskie (tradycyjnie klasyfikowane jako melanezyjskie lub indonezyjskie). Termin „języki papuaskie” to właściwie „wygodne określenie na nieaustronezyjskie języki Papui-Nowej Gwinei i wschodniej Indonezji, z których nie wszystkie wykazują pokrewieństwo”.
Choć języki papuaskie nie reprezentują jednolitego profilu typologii, to istnieje szereg cech, które uchodzą za charakterystyczne dla języków papuaskich; podobieństwa te mogą wynikać zarówno z pokrewieństwa, jak i kontaktu językowego. Są to: szyk wyrazów SOV (podmiot dopełnienie orzeczenie), złożona morfologia (zwłaszcza czasownikowa), niezbyt bogate zasoby fonemiczne. Zdarzają się systemy tonalne. Rozróżnienie inclusivus-exclusivus występuje jedynie sporadycznie i jest kojarzone z sąsiedztwem języków austronezyjskich.

## Rozmieszczenie i różnorodność

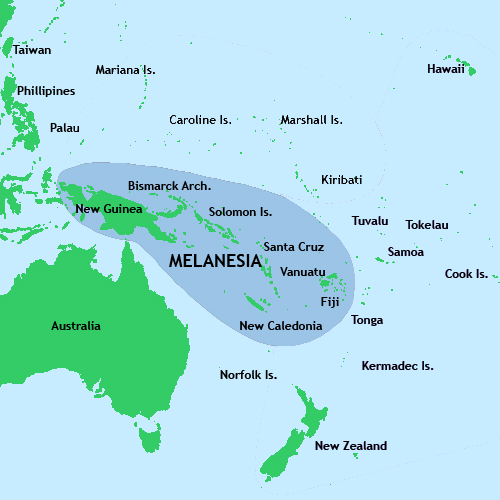
Wyspy Melanezji

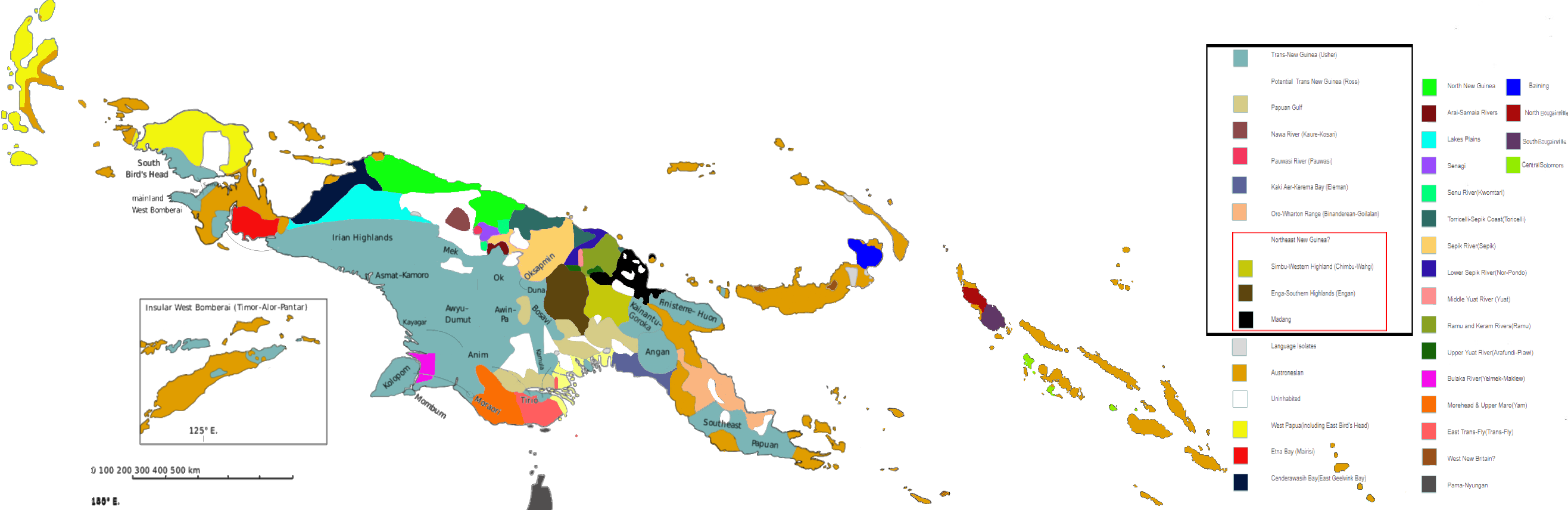
Rodziny językowe Nowej Gwinei i okolic

Większość języków papuaskich używana jest na Nowej Gwinei (podzielonej na część indonezyjską oraz państwo Papuę-Nową Gwineę). Języki papuaskie zadomowiły się również na sąsiednich wyspach i w sąsiednich archipelagach – w Archipelagu Bismarcka (na wyspach Nowa Brytania i Nowa Irlandia), na Wyspie Bougainville’a i na Wyspach Salomona na wschodzie, a także w północnej części Moluków (północna Halmahera, Ternate, Tidore, Morotai, Makian) oraz na wyspach Timor, Alor i Pantar na zachodzie . Ponadto w granicach Australii, na wschodnich wyspach Cieśniny Torresa, używa się języka meriam. Jedynym krajem, w którym języki papuaskie mają oficjalny status, jest Timor Wschodni.
O ile w granicach współczesnej Indonezji, poza prowincjami papuaskimi (na Nowej Gwinei), dominują języki austronezyjskie, to fakty archeologiczne sugerują, że tereny dzisiejszej Indonezji (również te poza bezpośrednim sąsiedztwem Nowej Gwinei) były pierwotnie zamieszkiwane przez ludność papuaską, która została praktycznie wyparta przez ludy austronezyjskie. Oznacza to, że języki papuaskie musiały obejmować znacznie szerszy obszar geograficzny, sięgając bardziej na zachód. Ich udokumentowanymi pozostałościami są najpewniej języki timor-alor-pantar oraz języki północnohalmaherskie, a przypuszczalnie także wymarły język tambora z wyspy Sumbawa. Ponadto wiele języków wschodniej Indonezji (np. z wysp Timor, Flores i Sumba czy z archipelagu Moluków), klasyfikowanych jako austronezyjskie, wykazuje wpływy papuaskiego podłoża językowego . Na wyspach na wschód od Nowej Gwinei prawdopodobnie również dominowały niegdyś grupy papuaskie, lecz podobnie jak we wschodniej Indonezji większość z nich została zastąpiona przez języki austronezyjskie.
Społeczności posługujące się językami papuaskimi są zwykle niezbyt liczne. Większość języków papuaskich ma od kilkuset do kilku tysięcy użytkowników. Według szacunków z poł. lat 70. XX w. najważniejszymi językami papuaskimi w Papui-Nowej Gwinei były wówczas następujące języki transnowogwinejskie: enga (174 tys.), chimbu (138 tys.), hagen (100 tys.), w Indonezji – dani zachodni (100 tys.), dani Wielkiej Doliny (75 tys.), ekagi (65 tys.), bunak (50 tys.), asmat (37 tys.), ngalik północny (35 tys.), fataluku (25 tys.) oraz języki zachodniopapuaskie: ternate (42 tys.), tobelo (35 tys.), tidore (26 tys.). G. Holton i M. Klamer (2018), w rozdziale poświęconym językom Ptasiej Głowy i językom papuaskim na zachód od Nowej Gwinei, do języków o największej liczbie użytkowników zaliczają dwa języki z Timoru: bunak (80 tys.) i makasae (70 tys.) oraz galela z Halmahery (79 tys.).
Bardzo często spotykany termin „języki nieaustronezyjskie” (non-Austronesian languages) jest potencjalnie mylący pod względem semantycznym, gdyż sam w sobie nie zawiera odniesienia do regionu Nowej Gwinei, kluczowego dla pojęcia języków papuaskich. Pomimo tej wady pozostaje w użyciu w tekstach poświęconych Nowej Gwinei i okolicom; przyjął się również w literaturze indonezyjskiej i pojawia się w publikacjach polskich. Prywatywna opozycja austronezyjski-nieaustronezyjski bierze się stąd, że języki papuaskie i austronezyjskie są rozmieszczone w podobnej lokalizacji geograficznej; jednakże, co istotne, te drugie można skonfrontować nie tylko z językami papuaskimi, lecz także z różnymi niespokrewnionymi (niepapuaskimi) rodzinami, z którymi wchodzą w kontakt (językami austroazjatyckimi, chińsko-tybetańskimi, australijskimi itp.). Tymczasem pod pojęciem języków papuaskich omawia się wyłącznie języki endemiczne dla regionu Nowej Gwinei. Z kolei termin „języki papuaskie” może mylnie sugerować, że chodzi o grupę języków jednolitych strukturalnie lub bliżej powiązanych genetycznie. W rzeczywistości tworzą one szereg samodzielnych rodzin i izolatów (według dotychczasowego stanu wiedzy); nie są też tożsame z perspektywy typologii. O ile zidentyfikowano pewne cechy typologiczne charakterystyczne dla języków papuaskich, to do ich sformułowania posłużyła ograniczona dokumentacja, obejmująca stosunkowo niewielki obszar geograficzny, a zatem z pewnością nie są reprezentatywne dla ogółu języków szeroko pojętego regionu. Co więcej, peryferyjne rodziny papuaskie, występujące w otoczeniu języków austronezyjskich, niekoniecznie odpowiadają profilowi gramatycznemu języków Nowej Gwinei (przykładowo języki timor-alor-pantar wykazują silne wpływy obce, ze względu na długookresową historię kontaktów). Przewaga określenia „języki nieaustronezyjskie”, w obliczu wysokiej heterogeniczności regionu i niedoskonałości metody porównawczej, sprowadza się zatem do tego, że „łatwiej jest niekiedy określić nie to, czym języki papuaskie są, a to, czym na pewno nie są”; podkreśla ono fakt, że omawiany zbiór języków nie stanowi grupy genealogicznej.
Nowa Gwinea jest obszarem świata najbardziej zróżnicowanym pod względem językowym. Poza przedstawicielami rodziny austronezyjskiej w użyciu jest tu około 800 innych języków, podzielonych na około 60 małych rodzin o wciąż nieustalonych relacjach względem siebie i innych języków, a także duża liczba izolatów. Chociaż w porównaniu z rodziną austronezyjską języki te są stosunkowo słabo poznane, dokonano trzech wstępnych prób systematyki. Są to klasyfikacje Josepha Greenberga, Stephena Wurma i Malcolma Rossa.
Największą rodziną wśród języków papuaskich miałaby być nadrodzina języków transnowogwinejskich, łącząca większość języków papuaskich i zajmująca głównie tereny nowogwinejskich wyżyn.
Ponieważ szczegółowo zbadano zaledwie jedną czwartą języków papuaskich, ich wzajemne związki są nadal wątpliwe i muszą być poddane dalszej analizie. O papuaskie pochodzenie podejrzewa się kilka języków Flores i pobliskich wysp, szczególnie wyspy Sawu (język sawu). Zazwyczaj klasyfikuje się je jako języki austronezyjskie, ale wiele z ich podstawowego słownictwa ma nieaustronezyjskie pochodzenie; dlatego też wysuwano hipotezy, że w przeszłości mogły być to języki papuaskie, które pod silnym wpływem austronezyjskim dokonały prawie całkowicie wymiany swego słownictwa. Nie wykazano jednak pokrewieństwa z papuaskimi językami pobliskiego Timoru i Halmahery.
Istnieje również hipoteza o możliwym pokrewieństwie języków zachodniopapuaskich z andamańskimi.

## Klasyfikacja Greenberga
Joseph Greenberg postulował tzw. nadrodzinę indopacyficzną, zawierającą języki (północno)andamańskie, papuaskie i tasmańskie. Nie miała ona dokładnego odpowiednika dla późniejszych propozycji języków transnowogwinejskich. Hipoteza języków indopacyficznych nigdy nie zyskała szerzej akceptacji, choć taka grupa bywa wzmiankowana w encyklopediach, podręcznikach i publikacjach z różnych dziedzin wiedzy.

## Klasyfikacja Wurma
Poniższe zestawienie ilustruje najbardziej rozpowszechnioną klasyfikację języków papuaskich autorstwa Wurma wraz z przybliżoną liczbą elementów poszczególnych rodzin. Schemat ten, używany również przez Ethnologue, oparty został na pracy przygotowawczej, głównie typologicznej, od której sam autor nie oczekiwał, że wytrzyma starcie z krytyką. Wielu językoznawców, w tym m.in. William Foley, istotnie argumentowało, że wiele cech, które Wurm uznał za świadczące o pokrewieństwie, miało w istocie charakter regionalny, i zaakceptowało tylko najniższe poziomy jego klasyfikacji, odziedziczone po wcześniejszych systematykach.
Sam Foley (1986) zaproponował natomiast podział języków papuaskich na sześćdziesiąt małych rodzin oraz kilka izolatów. Ostatnio uznał jednak ogólny zarys, jeśli nie szczegóły wurmowskiej klasyfikacji, w dużej mierze wraz z Rossem akceptując nowogwinejską nadrodzinę Wurma.
Według Rossa (patrz niżej) głównym problemem klasyfikacji Wurma był fakt, że nie wziął on pod uwagę zmian umotywowanych wzajemnym kontaktem. Na przykład kilka głównych podjednostek jego nowogwinejskiej nadrodziny nie miało wspólnego słownictwa ze swymi domniemanymi krewniakami, a sklasyfikowano je tylko na podstawie podobieństwa gramatycznego. Ponadto istniało wiele języków austronezyjskich wykazujących liczne podobieństwa do nowogwinejskich, czy to z powodu ciągłych kontaktów, czy dwujęzyczności użytkowników. Podobnie kilka grup o znaczącym zasobie nowogwinejskiego słownictwa podstawowego zostało wyłączonych z nadrodziny z powodu braku podobieństwa gramatycznego.
Rodziny papuaskie zaproponowane przez Wurma (z przybliżoną liczbą języków)
- Języki amto-musyjskie (2)
- Język burmeso (izolat)
- Język busa (izolat)
- Języki wschodniej Ptasiej Głowy (3)
- Języki wschodniopapuaskie (36)
- Języki Zatoki Geelvink (12)
- Język yuri (izolat)
- Język porome (izolat)
- Języki kwomtari (6)
- Języki lewego brzegu May (7)
- Języki sepik-ramu (104)
- Języki sko (7)
- Języki torricelli (48)
- Języki transnowogwinejskie (598)
- Języki zachodniopapuaskie (26)
- Język yalë (izolat)

Od tego czasu udało się powiązać dwa wurmowskie izolaty, jako:
- Języki dolnego Mamberamo (2),

jak również, odkryto następny izolat i dwa języki, tworzące nową rodzinę
- Język abinomn (izolat)
- Języki bayono-awbono (2).

## Klasyfikacja Rossa
Malcolm Ross przeanalizował propozycję Wurma, tym razem na gruncie leksyki. Brał mianowicie pod uwagę występowanie wspólnego słownictwa, szczególnie analogicznych zmian, podobnych np. do tych z języka angielskiego i niemieckiego (np.: I/me i ich/mich). Z uwagi na ubogi stan udokumentowania jego prace porównawcze ograniczały się jednak tylko do zaimków . Ross twierdzi jednak, że potwierdził wiele z klasyfikacji Wurma, choć z poprawkami, uzupełniającymi jego fragmentaryczne typologicznie podejście. Również i ta klasyfikacja znalazła swoich krytyków. Głównym zarzutem było oparcie się tylko na zaimkach. Przekonywano, że kierowanie się nimi może doprowadzić do błędnych wniosków, ponieważ ich podobieństwo może być efektem pożyczki.
Ross odpowiadał, że z uwagi na fakt, że zaimki w językach papuaskich stanowią zamkniętą klasę słów, są one odporne na zapożyczenia, a poza tym tak wielka liczba języków o podobnych zaimkach wyklucza możliwość pożyczki. Wykazał również, że dwa przypadki rzekomych pożyczek zaimków są zwykłym zbiegiem okoliczności i mogą być wytłumaczone jako wynik regularnego rozwoju z odrębnych prajęzyków, ponieważ wraz z rekonstrukcją wcześniejszych form tych języków, zaimki stają się mniej podobne, nie bardziej (Ross przekonuje, że systemy zaimków stanowiących otwarte klasy słów, gdzie zapożyczenia są częste, występują w kulturach hierarchicznych, takich jak indochińska czy japońska. Zaimki wyrażają tam szczegóły relacji i statusu społecznego, a nie są wyłącznie wyrazami zastępującymi określone nomina, tak jak w egalitarnych społeczeństwach Nowej Gwinei).
Ross postuluje istnienie 23 rodzin i 9–13 izolatów, jednakże z powodu przyjętych surowych kryteriów nie mógł znaleźć adekwatnych danych do wypracowania klasyfikacji wszystkich języków papuaskich, szczególnie wielu izolatów. Ponadto języki dolnego Mamberamo (a przynajmniej język warembori; Ross miał niewystarczające dane dotyczące pauwi) są według niego w istocie austronezyjskie, a w ciągu wieków uległy silnej transformacji pod wpływem kontaktów z językami papuaskimi, tak jak język takia.
Możliwe, że języki Wysp Rafowych i Santa Cruz, wurmowskiej nadrodziny wschodniopapuaskiej, stanowią kolejną, 24. rodzinę, choć formy zaimków sugerują, że są to silnie zniekształcone języki austronezyjskie.
Trzeba zauważyć, że chociaż klasyfikacja ta wydaje się bardziej zgodna ze stanem rzeczywistym niż wcześniejsze, jest ona oparta na tylko jednym parametrze, tj. zaimkach. Zaimki, choć najbardziej zachowawcze części mowy, są krótkie i używają małego spektrum zasobów fonetycznych języka. Obie cechy znacząco zwiększają prawdopodobieństwo zwykłego przypadku, szczególnie gdy nie są potwierdzone innymi podobieństwami leksykalnymi.
Rodziny papuaskie zaproponowane przez Rossa
- Języki transnowogwinejskie (zredukowane do 466–493 języków)
- ? Rozszerzona rodzina języków zachodniopapuaskich (niepewna)
  - Języki zachodniopapuaskie (27)
  - Języki wschodniej Ptasiej Głowy i sentani (9)
  - Języki yawa (1–2)
- Języki mairasi (4)
- Języki wschodniej zatoki Geelvink (10)
- Języki Równiny Jezior (19; górne Mamberamo)
- Języki tor-kwerba (17)
- Języki nimborańskie (5)
- Języki sko (8)
- Języki graniczne (15)
- Języki lewego brzegu May i Kwomtari (13) (problematyczne)
- Języki senagi (2) (możliwe, że spokrewnione z sepik)
  - Język angor[37]
  - Język dera[38]
- Języki torricelli (40–50) (możliwe, że spokrewnione z sepik)
- Języki sepickie (51)
- Języki Ramu i dolnego Sepik (40) (po raz pierwszy zaproponowane przez Foleya)
- Języki yuat (5)
- Języki piawi (2) (możliwe, że do Ramu)
- Języki papuaskie południowo-środkowe (22)
- Języki trans-fly wschodnie (4; jeden w Australii)
- ? Języki zachodniej Nowej Brytanii i yele (niepewna)
  - Język yélî dnye (yele) (izolowany)
  - Język anêm (izolowany)
  - Język ata (pele-ata, wasi) (izolowany)
- Języki baining (8)
- Języki północnej Bougainville (4)
- Języki południowej Bougainville (9)
- Języki centralnych Wysp Salomona (4)

Języki izolowane, zaproponowane przez Rossa (według miejsca używania)
północny Irian:
- Język abinomn (baso, foia)
- Język isirawa

Sandaun:
- Język yuri (karkar)
- Język busa
- Język yalë (nagatman)

Sepik:
- Język taiap (gapun)

Archipelag Bismarcka:
- Język sulka, w Nowej Brytanii
- Język kol, w Nowej Brytanii
- Język kuot (panaras), w Nowej Irlandii

Inne
Byłe izolaty, sklasyfikowane przez Rossa:
- Język burmeso (taurap), do rodziny języków wschodniej Ptasiej Głowy i sentani
- Język porome (kibiri), do rodziny kiwai języków transnowogwinejskich
- Język morwap (elseng), do granicznych

Niesklasyfikowane z powodu braku danych:
- Języki amto-musyjskie (2)
- Język massep
- Język samarokena
- Język kenati
- Język komyandaret
- Język molof
- Języki momuna: język momina, język momuna (somahai)
- Język tofanma
- Język usku
- Język maramba (do Ramu?)

O nieustalonym pokrewieństwie:
- Języki bayono-awbono (2)
- Język tofanma (3)

## Dalsze związki
Kilku językoznawców, w tym Joseph Greenberg i Timothy Usher z Projektu Rosetta, wyraziło pogląd, że języki andamańskie (a przynajmniej wielkoandamańskie) są spokrewnione z językami papuaskimi lub przynajmniej zachodniopapuaskimi. Stephen Wurm stwierdził, że podobieństwa leksykalne między językami Wielkiego Andamanu a zachodniopapuaskimi i timorsko-alorskimi są „uderzające i w pewnej liczbie przypadków mogą faktycznie oznaczać pokrewieństwo”; tłumaczył to jednak istnieniem substratu językowego.
Greenberg zasugerował również związek języków papuaskich z językami tasmańskimi. Jednak z uwagi na fakt, iż większość z nich wymarła, zanim zostały udokumentowane, niewielu badaczy wierzy, że kiedykolwiek będzie można ustalić ich pochodzenie i ewentualne związki z innymi językami Oceanu Indyjskiego czy Pacyfiku.
William Foley (1986) zauważył podobieństwa leksykalne między zrekonstruowanym w 1980 roku przez R.M.W. Dixona językiem protoaustralijskim a językami wyżyn wschodnionowogwinejskich. Stwierdził, że naiwnością byłoby sądzić, iż istnieją osobne rodziny papuaskie i australijskie, skoro – przez większą część ludzkiej historii – Nowa Gwinea i Australia stanowiły jeden ląd, który dopiero 8000 lat temu rozdzielony został Cieśniną Torresa. Jego zdaniem rekonstrukcje sięgające głębiej w przeszłość obejmą zarówno języki Nowej Gwinei, jak i Australii. Dixon wycofał się jednak ze swej propozycji, a koncepcje Foleya oczekują analizy w świetle najnowszej wiedzy.